# Terra rossa

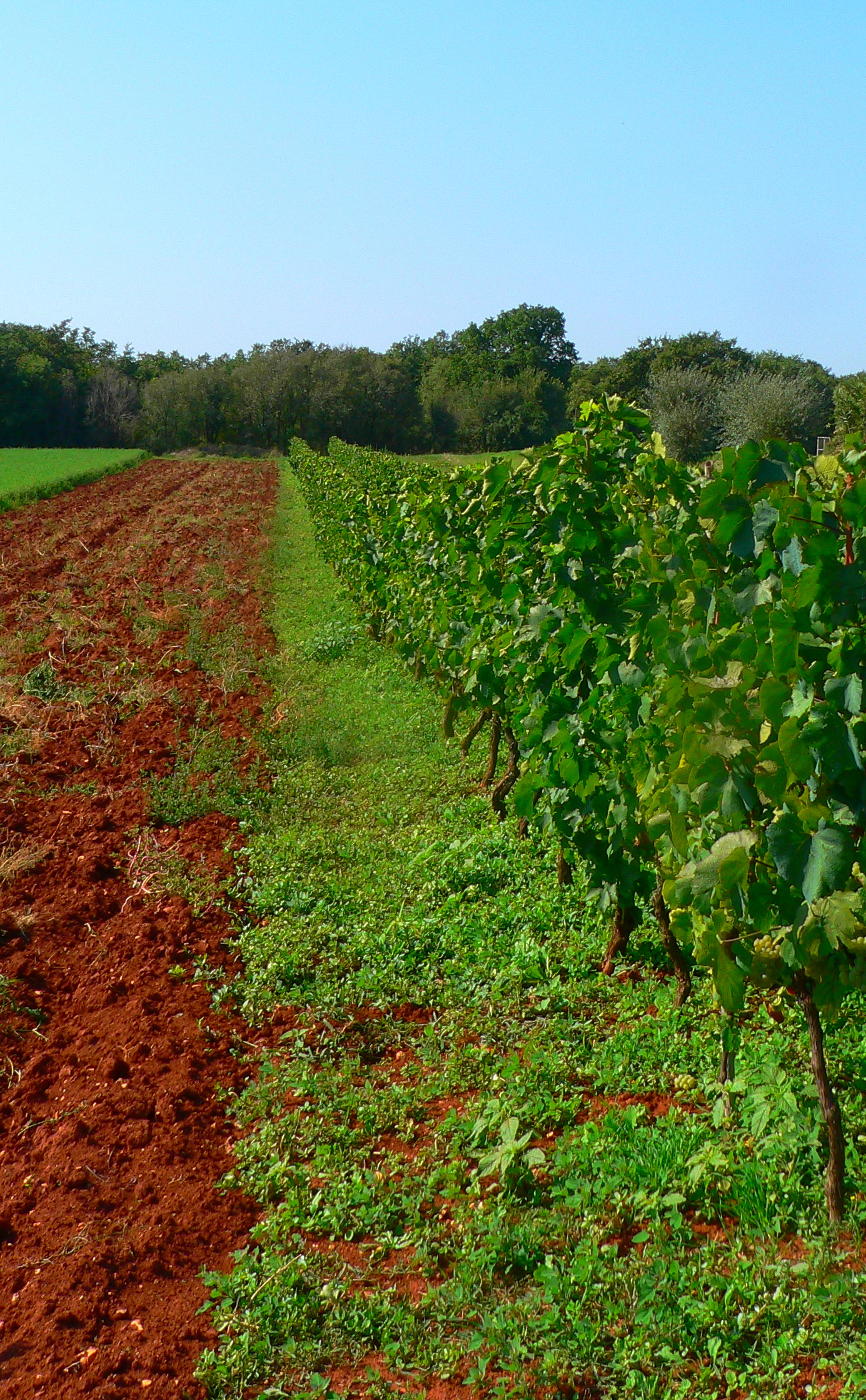
Vignoble de Malvasia sur terra rossa, Istrie, Croatie.

La terra rossa, écrite aussi terra-rossa (de l'italien terra rossa, « terre rouge »), appelé désormais sol rouge, est une formation argileuse, riche en sesquioxydes (sol fersiallitique) et de couleur rouge brique, constitué d'argiles de décarbonatation (appelés aussi argiles de décalcification), sur affleurements calcaires des régions au climat méditerranéen ou semblable (climat à saison sèche marquée), particulièrement sur des calcaires durs et cristallins,.

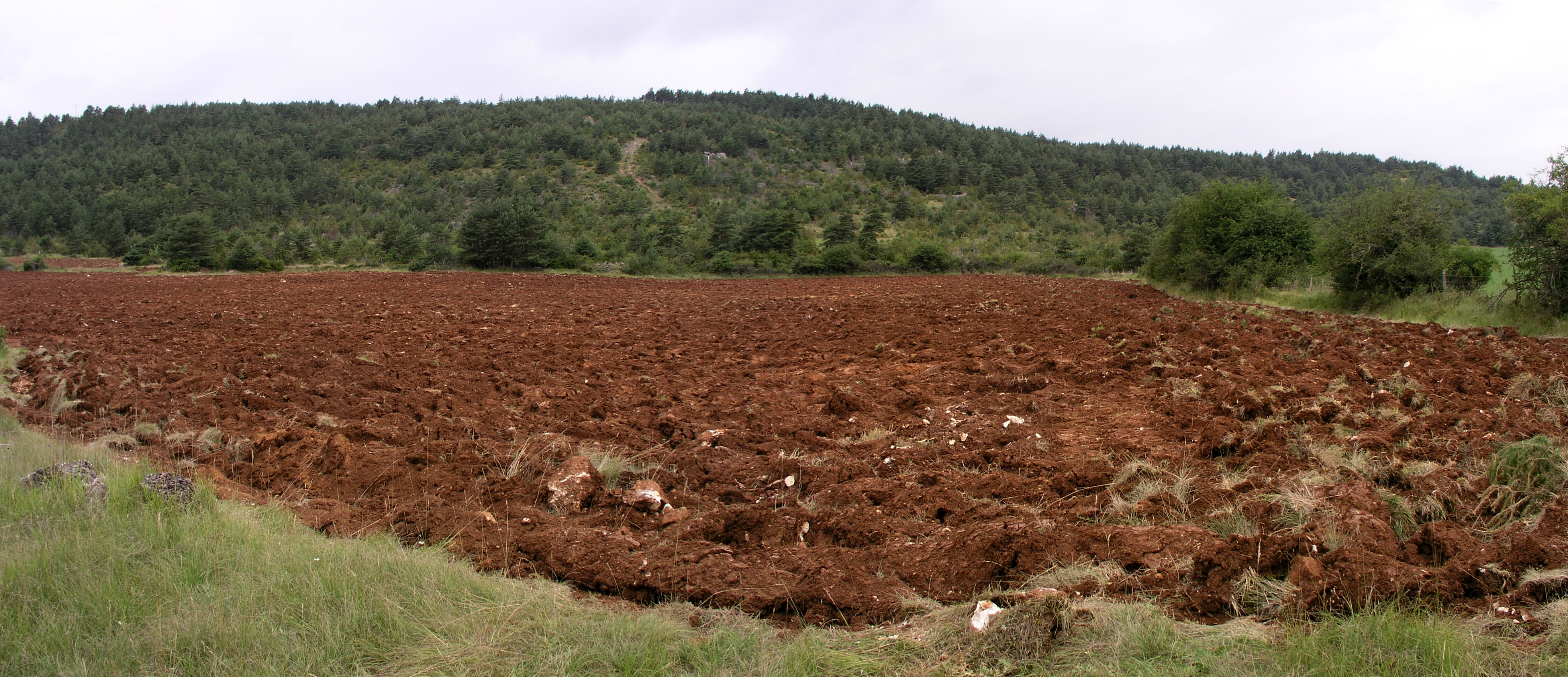
Champ labouré au pied du mont Buisson sur le causse Méjean, Saint-Pierre-des-Tripiers, Lozère, France.

L'érosion dans les calcaires se fait par infiltration de l'eau dans les nombreuses fissures ou diaclases de la roche. Ils subissent une décarbonatation par lessivage de surface (dissolution du carbonate de calcium par les ruissellements), ce qui libère un résidu formé des impuretés non solubles du calcaire (impuretés constitués de minéraux argileux et d'hydroxydes de fer, la concentration et la déshydratation de ces derniers produisant le phénomène de rubéfaction). Ces processus forment une argile rouge résiduelle concentrée principalement dans des cavités d'origine karstique de régions méditerranéennes à climat chaud.
Ce type de sol (en) « est le plus souvent un paléosol, témoin de l'alternance saison sèche / saison humide d'un ancien climat tropical ».